# Meridià 135 a l'oest
El meridià 135 a l'oest de Greenwich és una línia de longitud que s'estén des del pol Nord travessant l'oceà Àrtic, Amèrica del Nord, l'oceà Pacífic, l'oceà Antàrtic, i l'Antàrtida fins al pol Sud.
El meridià 135 a l'oest forma un cercle màxim amb el meridià 45 a l'est. Com tots els altres meridians, la seva longitud correspon a una semicircumferència terrestre, uns 20.003,932 km. Al nivell de l'Equador, és a una distància del meridià de Greenwich de 15.028 km.
La zona horària d'Alaska es basa en el temps solar d'aquest meridià.

## De Pol a Pol
Començant en el pol Nord i dirigint-se cap al pol Sud, aquest meridià travessa:
| Coordenades                               | País, territori o mar | Notes |
| ----------------------------------------- | --------------------- | --- |
| 90° 0′ N, 135° 0′ O / 90.000°N,135.000°O  | Oceà Àrtic            | |
| 74° 33′ N, 135° 0′ O / 74.550°N,135.000°O | Mar de Beaufort       | |
| 69° 38′ N, 135° 0′ O / 69.633°N,135.000°O | Canadà                | Territoris del Nord-oest — illa Richards i continent Yukon — des de 67° 0′ N, 135° 0′ O / 67.000°N,135.000°O (passa a l'est de Whitehorse a 60° 43′ N, 135° 3′ O / 60.717°N,135.050°O) Colúmbia Britànica — des de 60° 0′ N, 135° 0′ O / 60.000°N,135.000°O |
| 59° 19′ N, 135° 0′ O / 59.317°N,135.000°O | Estats Units          | Alaska — Sud-est d'Alaska (continent) |
| 58° 47′ N, 135° 0′ O / 58.783°N,135.000°O | Canal Lynn            | |
| 58° 31′ N, 135° 0′ O / 58.517°N,135.000°O | Estats Units          | Alaska — illa Lincoln |
| 58° 29′ N, 135° 0′ O / 58.483°N,135.000°O | Canal Lynn            | Passa a l'oest d'Admiralty, Alaska, Estats Units (a 58° 21′ N, 134° 57′ O / 58.350°N,134.950°O) |
| 58° 3′ N, 135° 0′ O / 58.050°N,135.000°O  | Estats Units          | Alaska — Illa de Chichagof i Baranof |
| 56° 29′ N, 135° 0′ O / 56.483°N,135.000°O | Oceà Pacífic          | |
| 23° 6′ S, 135° 0′ O / 23.100°S,135.000°O  | Polinèsia Francesa    | Illa de Mangareva |
| 27° 3′ S, 135° 0′ O / 27.050°S,135.000°O  | Oceà Pacífic          | |
| 60° 0′ S, 135° 0′ O / 60.000°S,135.000°O  | Oceà Antàrtic         | |
| 74° 31′ S, 135° 0′ O / 74.517°S,135.000°O | Antàrtida             | Territori no reclamat |